# Бела маса
Бела маса се односи на области централног нервног система (ЦНС) које се углавном састоје од мијелинизованих аксона, који се такође називају тракти. Иако се дуго сматрало пасивним ткивом, бела маса утиче на учење и функције мозга, модулишући дистрибуцију акционих потенцијала, делујући као релеј и координирајући комуникацију између различитих региона мозга.
Бела маса је добила име по свом релативно светлом изгледу који је резултат садржаја липида у мијелину. Међутим, ткиво свеже исеченог мозга изгледа голим оком ружичасто-бело јер се мијелин састоји углавном од липидног ткива са венама капиларима. Његова бела боја у припремљеним узорцима је због уобичајеног очувања у формалдехиду.

## Структура
Бела материја се састоји од снопова, који међусобно повезују различите области сиве материје (локације тела нервних ћелија) мозга и преносе нервне импулсе између неурона. Мијелин делује као изолатор, који омогућава електричним сигналима да скачу, уместо да пролазе кроз аксон, повећавајући брзину преноса свих нервних сигнала.
Укупан број влакана дугог домета унутар мождане хемисфере је 2% од укупног броја кортико-кортикалних влакана (преко кортикалних области) и отприлике је исти број као и она која комуницирају између две хемисфере у највећој структури белог ткива мозга, жуљевито тело. Шуц и Брајтенберг примећују „Као грубо правило, број влакана одређеног опсега дужина обрнуто је пропорционалан њиховој дужини.“
Бела материја код старијих одраслих је 1,7–3,6% крви.

## Функција
Бела материја је ткиво кроз које пролазе информације између различитих области сиве материје унутар централног нервног система. Бела материја је бела због масне супстанце (мијелина) која окружује нервна влакна (аксоне). Овај мијелин се налази у скоро свим дугим нервним влакнима и делује као електрична изолација. Ово је важно јер омогућава да информације брзо пролазе са места на место.
За разлику од сиве материје, која достиже врхунац у развоју у двадесетим годинама, бела материја наставља да се развија и достиже врхунац у средњим годинама.

## Истраживања
Мултипла склероза (МС) је најчешћа од инфламаторних демијелинизирајућих болести централног нервног система која погађа белу материју. Код МС лезија, мијелински омотач око аксона је оштећен упалом. Поремећаји злоупотребе алкохола су повезани са смањењем запремине беле материје.
Амилоидни плакови у белој материји могу бити повезани са Алцхајмеровом болешћу и другим неуродегенеративним обољењима. Друге промене које се обично дешавају са годинама укључују развој леукоараиозе, што је ређање беле материје које се може довести у везу са различитим стањима, укључујући губитак бледила мијелина, губитак аксона и смањену рестриктивну функцију крвно-мождане баријере.
Лезије беле материје на магнетној резонанцији су повезане са неколико штетних исхода, као што су когнитивно оштећење и депресија. Хиперинтензитет беле материје је више него често присутан код васкуларне деменције, посебно код малих крвних судова/субкортикалних подтипова васкуларне деменције.
Мање количине (у смислу групних просека) беле материје могу бити повезане са већим дефицитом пажње, декларативног памћења, извршних функција, интелигенције и академског постигнућа. Међутим, промена запремине је континуирана током целог живота због неуропластичности и представља фактор који доприноси, а не детерминантни фактор одређених функционалних дефицита због компензационих ефеката у другим регионима мозга. Интегритет беле материје опада због старења. Ипак, чини се да редовне аеробне вежбе или одлажу ефекат старења или заузврат побољшавају интегритет беле материје на дуге стазе. Промене у запремини беле материје услед упале или повреде могу бити фактор у озбиљности опструктивне апнеје у сну.